# Oryctometopia
Oryctometopia is een geslacht van vlinders van de familie snuitmotten (Pyralidae), uit de onderfamilie Phycitinae.

## Soorten
- O. fossulatella Ragonot, 1888
- O. venezuelensis Amsel, 1954